# Coyote magazine
Pour les articles homonymes, voir Coyote (homonymie).
Coyote magazine (ou Coyote mag) est un magazine bimestriel français consacré aux mangas et à l'animation asiatique, édité par les Éditions de Studio Venezzia Medias depuis 1998.

## Description
Créé en 1998 par Laurent Koffel, Christophe Chrétien et Franck Leguay, le Coyote mag traite de nombreux sujets comme l'animation, les mangas ou le cinéma asiatique. Plus généralement, il se centre sur la culture asiatique et sa diffusion en France.
En plus d'articles, le magazine propose également la lecture de pré-publications de bande dessinées telles que Sentaï School, Venezzia, Strike, Cyber Shield ou Le Mystère d'Aloa.